# Султангазин, Умирзак Махмутович
Умирза́к Махму́тович Султанга́зин (4 октября 1936, пос. Кара-Оба, Урицкий район, Кустанайская область, Казахская ССР, СССР — 23 мая 2005, Берлин, Германия) — математик, специалист в области численных методов решения задач математической физики. Академик Академии наук КазССР (1983), доктор физико-математических наук (1972), профессор (1974), Почётный член Российской академии космонавтики, Директор Института математики и механики АН КазССР (с 1978 года), Института космических исследований (с 1991 года) Министерства образования и науки Республики Казахстан. Лауреат Государственной премии СССР. Президент Академии наук Казахской ССР/Казахстана (1988—1994). Член ЦК КПСС (1990—1991).

## Биография
Родился 4 октября 1936 года в посёлке Кара-Оба Урицкого района Кустанайской области Казахской ССР. Происходит из рода уак.
Окончил в 1958 году КазГУ и работал там до 1978 года в должностях ассистента, старшего преподавателя, доцента, заведующего кафедрой вычислительной математики.
В 1966 году защитил кандидатскую диссертацию в Институте математики Сибирского отделения Академии наук СССР на тему «Метод расщепления для кинетического уравнения переноса». Совместно с Г. И. Марчуком обосновал применение метода расщепления для уравнений переноса излучения и доказал его сходимость в этом случае.
С 1978 года — директор Института математики и механики АН КазССР. В 1988—1994 гг. — президент Академии наук Казахстана. В 1990—1991 годах являлся членом ЦК КПСС.
Народный депутат СССР от Карагандинского — Октябрьского национально-территориального избирательного округа № 142 Казахской ССР.
В 1987 году за цикл работ по теории переноса удостоен Государственной премии СССР.
Указом Президента СССР от 18.12.1991 № УП-3048 за большой вклад в использование достижений космической науки в интересах народного хозяйства и активное участие в подготовке и осуществлении полёта космического корабля «Союз ТМ-13» награждён орденом Ленина.
23 сентября 1993 года избран вице-президентом Международной Ассоциации Академий Наук.
Указом Президента Республики Казахстан от 7 декабря 2004 года награждён орденом «Парасат» и медалями.
Умер 23 мая 2005 года после тяжёлой болезни в лечебной клинике Берлина. Похоронен на Кенсайском кладбище.

## Основные научные работы
- Лекции по методу сферических гармоник. Алма-Ата, 1975;
- Методы сферических гармоник и дискретных ординат в кинетической теории переноса. Алма-Ата, 1979;
- Дискретные модели нелинейных уравнений Больцмана. Алма-Ата, 1985;
- Решение симметрических позитивных систем дифференциальных уравнений. Lecture Notes in Mathematics /Springer-Verlag. Berlin; Heidelberg; New York, 1979.

## Память
- Его именем названы улицы в Алматы и Костанае.
- Именем учёного названа КГУ «Средняя школа имени Умурзака Султангазина» отдела образования акимата Сарыкольского (бывшего Урицкого) района на его родине.
- Его имя присвоено Костанайскому государственному педагогическому университету (КГПУ).
- В январе 2011 года Институту космических исследований Академии наук Казахской ССР (ныне АО «НЦКИТ»), директором которого он был, присвоено имя академика У. М. Султангазина.
- В мае 2019 ему установлен памятник-бюст у здания Костанайского государственного педагогического университета[5].
- Опубликована книга о жизни и деятельности ученого: Козыбаев И. М. Умирзак Султангазин. Биографический очерк. Алматы: Раритет, 2020. 288 с +32 с. вкл.